# Сейсмограмма

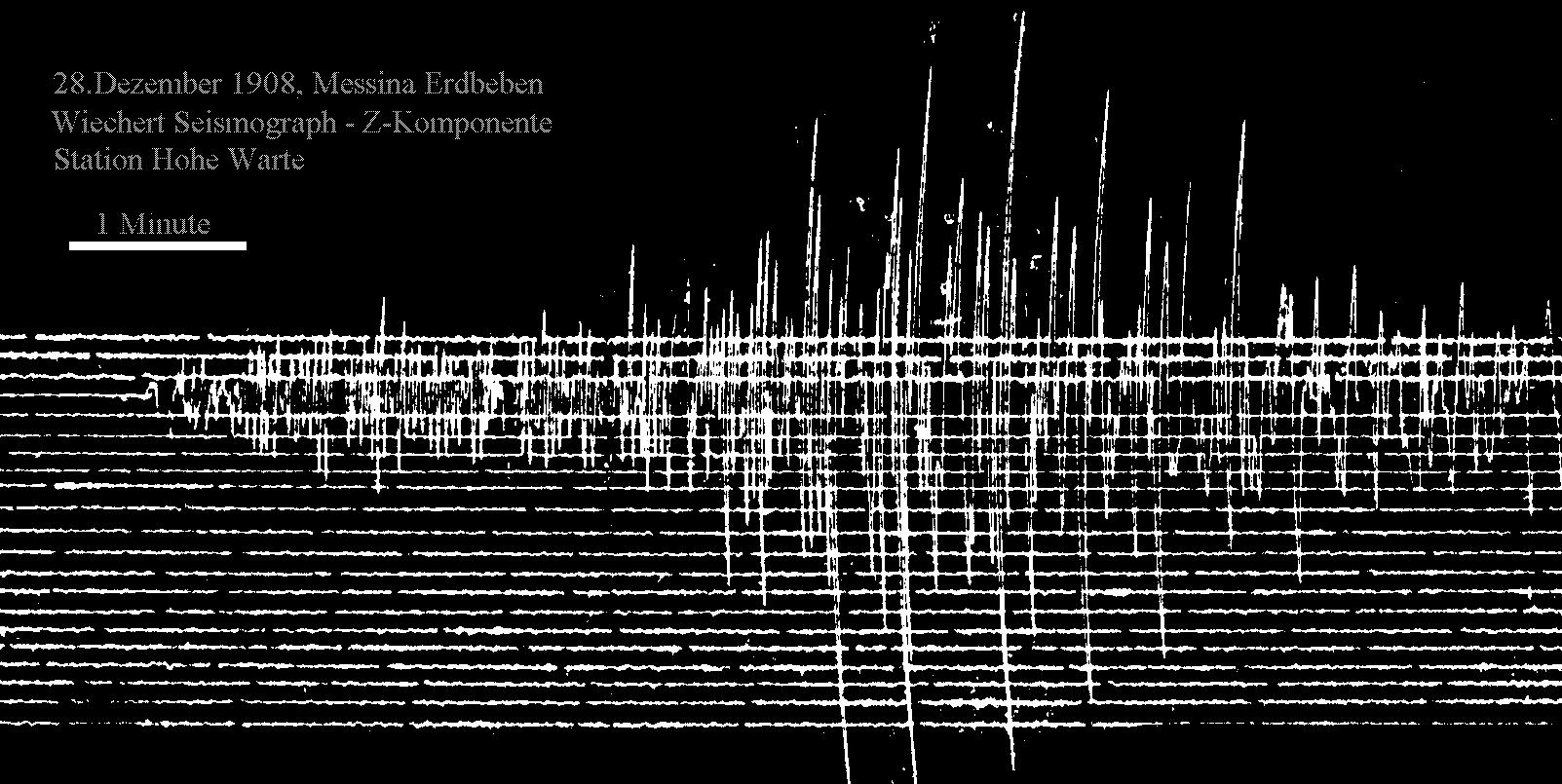
Сейсмограмма

Сейсмограмма (seismogram) — результат записи сейсмических колебаний одним или множеством сейсмических приёмников. Запись колебаний, полученная одним приёмником называется  трассой. Сейсмотрасса — это зависимость уровня сигнала сейсмических волн или шума от времени их регистрации. В зависимости от выбранного средства измерения уровень сигнала определяется измеренным смещением, скоростью или ускорением. 

## Структура сейсмограммы в сейсморазведке
В сейсморазведке для получения сейсмограммы применяются расстановки из  множества сейсмических приемников. Для регистрации таких сейсмограмм в  применяются многоканальные сейсмические станции. Сейсмограмма представляет результат измерения волнового сейсмического поля. Совокупность сейсмотрасс, полученных с одного пункта возбуждения, называется сейсмограммой общей точки возбуждения (ОТВ). 